# Château des Bretonnières
Le château des Bretonnières est un édifice situé à Erbrée en France.

## Localisation
Le château est situé sur le territoire de la commune d'Erbrée, au lieu-dit les Bretonnières, dans le département d'Ille-et-Vilaine en région Bretagne.

## Description
Le château est un édifice avec sous-sol, rez-de-chaussée surélevé, quatre étages carrés et étage de comble, élévation à travées, il est construit en moellons sans chaîne en pierre de taille de grès, de tuffeau et de schiste. Cuisine et office en sous-sol prenant jour sur une cour anglaise. Chapelle en brique et tufeau.Toiture à longs pans recouverte d'ardoises, toit conique, toit en pavillon, noue, croupe polygonale, pignon découvert. Escalier dans-œuvre : escalier tournant à retours avec jour.

## Historique
Un premier manoir, construit probablement pendant la première moitié du XVe siècle, a été détruit pendant la Ligue. Les parties ouest et nord (pavillon à cinq niveaux) ont été reconstruites vers 1600 par la famille Morel, ainsi que la chapelle (date 1598 et inscription sur la pierre de fondation remontée dans la chapelle actuelle : A M SR DES BRETONNIERES MA FAICT FAIRE) . Vers 1830-1840, la famille Berthois, originaire de Vitré, fait construire la partie est et rhabiller le reste dans le style néo-Renaissance. La chapelle est construite en 1871.
Le château est inscrit à l'inventaire général du patrimoine culturel.